# Wahlbezirk Friaul-Julisch Venetien (Senato della Repubblica)
Der Wahlbezirk Friaul-Julisch Venetien ist seit 1948 ein Wahlbezirk (circoscrizione elettorale) für den italienischen Senat. Er gehört zum Region Friaul-Julisch Venetien.

## Von 2005 bis 2017

### Wahl 2006
| Spitzenkandidaten                    | Spitzenkandidaten | Listen                  | Stimmen | %    | Mandate |
| ------------------------------------ | ----------------- | ----------------------- | ------- | ---- | ------- |
|                                      | Silvio Berlusconi | Forza Italia            | 178.655 | 23,7 | 2       |
| Alleanza Nazionale                   | Silvio Berlusconi | 117.490                 | 15,6    | 1    |         |
| Lega Nord – MPA                      | Silvio Berlusconi | 53.737                  | 7,1     | 1    |         |
| Unione dei Democratici Cristiani     | Silvio Berlusconi | 53.084                  | 7,0     | –    |         |
| Alternativa Sociale                  | Silvio Berlusconi | 5.558                   | 0,7     | –    |         |
| Fiamma Tricolore                     | Silvio Berlusconi | 5.357                   | 0,7     | –    |         |
| ↳ Gesamt                             | Silvio Berlusconi | 413.881                 | 54,8    | 4    |         |
|                                      | Romano Prodi      | Democratici di Sinistra | 107.565 | 14,3 | 1       |
| La Margherita                        | Romano Prodi      | 94.975                  | 12,6    | 1    |         |
| Partito della Rifondazione Comunista | Romano Prodi      | 45.416                  | 6,0     | 1    |         |
| Insieme con l’Unione (FdV – PdCI)    | Romano Prodi      | 30.197                  | 4,0     | –    |         |
| Italia dei Valori                    | Romano Prodi      | 22.334                  | 3,0     | –    |         |
| Rosa nel Pugno                       | Romano Prodi      | 19.762                  | 2,6     | –    |         |
| Partito Pensionati                   | Romano Prodi      | 14.940                  | 2,0     | –    |         |
| ↳ Gesamt                             | Romano Prodi      | 335.189                 | 44,4    | 3    |         |
|                                      | Giorgio Panto     | Progetto NordEst        | 5.558   | 0,7  | –       |
| Gesamt                               | Gesamt            | Gesamt                  | 754.628 | 100  | 7       |
|                                      |                   |                         |         |      |         |
| Ungültige Stimmen                    | Ungültige Stimmen | Ungültige Stimmen       | 22.846  | 2,9  |         |
| Wähler                               | Wähler            | Wähler                  | 777.474 | 84,5 |         |
| Wahlberechtigte                      | Wahlberechtigte   | Wahlberechtigte         | 920.482 |      |         |
|                                      |                   |                         |         |      |         |
| Quelle: Innenministerium             |                   |                         |         |      |         |

### Wahl 2008
| Spitzenkandidaten        | Spitzenkandidaten     | Listen                               | Stimmen | %    | Mandate |
| ------------------------ | --------------------- | ------------------------------------ | ------- | ---- | ------- |
|                          | Silvio Berlusconi     | Il Popolo della Libertà              | 252.819 | 35,4 | 3       |
| Lega Nord                | Silvio Berlusconi     | 92.852                               | 13,0    | 1    |         |
| ↳ Gesamt                 | Silvio Berlusconi     | 345.671                              | 48,5    | 4    |         |
|                          | Walter Veltroni       | Partito Democratico                  | 227.653 | 31,9 | 3       |
| Italia dei Valori        | Walter Veltroni       | 30.144                               | 4,2     | –    |         |
| ↳ Gesamt                 | Walter Veltroni       | 257.797                              | 36,1    | 3    |         |
|                          | Pierferdinando Casini | Unione di Centro                     | 42.956  | 6,0  | –       |
|                          | Fausto Bertinotti     | La Sinistra l’Arcobaleno             | 21.353  | 3,0  | –       |
|                          | Daniela Santanchè     | La Destra – Fiamma Tricolore         | 17.423  | 2,4  | –       |
|                          | Renzo Rabellino       | Lista dei Grilli Parlanti            | 7.498   | 1,1  | –       |
|                          | Marco Ferrando        | Partito Comunista dei Lavoratori     | 3.855   | 0,5  | –       |
|                          | Enrico Boselli        | Partito Socialista                   | 3.781   | 0,5  | –       |
|                          | Flavia D’Angeli       | Sinistra Critica                     | 3.067   | 0,4  | –       |
|                          | Stefano Montanari     | Per il Bene Comune                   | 2.988   | 0,4  | –       |
|                          | Roberto Fiore         | Forza Nuova                          | 2.785   | 0,4  | –       |
|                          | Stefano De Luca       | Partito Liberale Italiano            | 2.129   | 0,3  | –       |
|                          | Bruno De Vita         | Unione Democratica per i Consumatori | 1.898   | 0,3  | –       |
| Gesamt                   | Gesamt                | Gesamt                               | 713.201 | 100  | 7       |
|                          |                       |                                      |         |      |         |
| Ungültige Stimmen        | Ungültige Stimmen     | Ungültige Stimmen                    | 26.879  | 3,6  |         |
| Wähler                   | Wähler                | Wähler                               | 740.080 | 80,7 |         |
| Wahlberechtigte          | Wahlberechtigte       | Wahlberechtigte                      | 916.914 |      |         |
|                          |                       |                                      |         |      |         |
| Quelle: Innenministerium |                       |                                      |         |      |         |

### Wahl 2013
| Spitzenkandidaten         | Spitzenkandidaten | Listen                      | Stimmen | %    | Mandate |
| ------------------------- | ----------------- | --------------------------- | ------- | ---- | ------- |
|                           | Pierluigi Bersani | Partito Democratico         | 178.107 | 26,5 | 4       |
| Sinistra Ecologia Libertà | Pierluigi Bersani | 16.240                      | 2,4     | –    |         |
| Centro Democratico        | Pierluigi Bersani | 2.578                       | 0,4     | –    |         |
| ↳ Gesamt                  | Pierluigi Bersani | 196.925                     | 29,3    | 4    |         |
|                           | Silvio Berlusconi | Il Popolo della Libertà     | 130.482 | 19,4 | 1       |
| Lega Nord                 | Silvio Berlusconi | 46.740                      | 6,9     | –    |         |
| Fratelli d’Italia         | Silvio Berlusconi | 12.201                      | 1,8     | –    |         |
| La Destra                 | Silvio Berlusconi | 4.444                       | 0,7     | –    |         |
| ↳ Gesamt                  | Silvio Berlusconi | 193.867                     | 28,8    | 1    |         |
|                           | Beppe Grillo      | Movimento 5 Stelle          | 171.431 | 25,5 | 1       |
|                           | Mario Monti       | Con Monti per l’Italia      | 82.652  | 12,3 | 1       |
|                           | Antonio Ingroia   | Rivoluzione Civile          | 11.483  | 1,7  | –       |
|                           | Oscar Giannino    | Fare per Fermare il Declino | 10.326  | 1,5  | –       |
|                           | Roberto Fiore     | Forza Nuova                 | 3.383   | 0,5  | –       |
|                           | Luca Romagnoli    | Fiamma Tricolore            | 3.038   | 0,5  | –       |
| Gesamt                    | Gesamt            | Gesamt                      | 673.105 | 100  | 7       |
|                           |                   |                             |         |      |         |
| Ungültige Stimmen         | Ungültige Stimmen | Ungültige Stimmen           | 21.593  | 3,1  |         |
| Wähler                    | Wähler            | Wähler                      | 694.698 | 77,1 |         |
| Wahlberechtigte           | Wahlberechtigte   | Wahlberechtigte             | 900.778 |      |         |
|                           |                   |                             |         |      |         |
| Quelle: Innenministerium  |                   |                             |         |      |         |

## Von 2017 bis 2020

### Wahlkreise
- Wahlkreis Triest (Friuli-Venezia Giulia – 01)
- Wahlkreis Udine (Friuli-Venezia Giulia – 02)

### Wahl 2018
| Listen                   | Listen                                      | Proporzwahl | Proporzwahl | Proporzwahl | Majorzwahl | Majorzwahl | Majorzwahl | Mandate Gesamt |
| Listen                   | Listen                                      | Stimmen     | %           | Mandate     | Stimmen    | %          | Mandate    | Mandate Gesamt |
| ------------------------ | ------------------------------------------- | ----------- | ----------- | ----------- | ---------- | ---------- | ---------- | -------------- |
|                          | Lega per Salvini Premier                    | 164.105     | 25,5        | 2           | 281.642    | 43,7       | 2          | 5              |
| Forza Italia             | 76.114                                      | 11,8        | 1           |             | 281.642    | 43,7       | 2          | 5              |
| Fratelli d’Italia        | 35.032                                      | 5,4         | –           |             | 281.642    | 43,7       | 2          | 5              |
| Noi con l’Italia – UDC   | 6.391                                       | 1,0         | –           |             | 281.642    | 43,7       | 2          | 5              |
|                          | Movimento 5 Stelle                          | 156.251     | 24,3        | 1           | 156.251    | 24,3       | –          | 1              |
|                          | Partito Democratico                         | 128.713     | 20,0        | 1           | 153.942    | 23,9       | –          | 1              |
| +Europa                  | 19.814                                      | 3,1         | –           |             | 153.942    | 23,9       | –          | 1              |
| Italia Europa Insieme    | 2.942                                       | 0,5         | –           |             | 153.942    | 23,9       | –          | 1              |
| Civica Popolare          | 2.473                                       | 0,4         | –           |             | 153.942    | 23,9       | –          | 1              |
|                          | Liberi e Uguali                             | 18.815      | 2,9         | –           | 18.815     | 2,9        | –          | –              |
|                          | CasaPound Italia                            | 7.810       | 1,2         | –           | 7.810      | 1,2        | –          | –              |
|                          | Potere al Popolo!                           | 5.117       | 0,8         | –           | 5.117      | 0,8        | –          | –              |
|                          | Patto per l’Autonomia                       | 5.015       | 0,8         | –           | 5.015      | 0,8        | –          | –              |
|                          | Il Popolo della Famiglia                    | 4.941       | 0,8         | –           | 4.941      | 0,8        | –          | –              |
|                          | Italia agli Italiani (FN – FT)              | 3.290       | 0,5         | –           | 3.290      | 0,5        | –          | –              |
|                          | Partito Valore Umano                        | 2.440       | 0,4         | –           | 2.440      | 0,4        | –          | –              |
|                          | Per una Sinistra Rivoluzionaria (SCL – PCL) | 1.637       | 0,3         | –           | 1.637      | 0,3        | –          | –              |
|                          | Siamo                                       | 1.402       | 0,2         | –           | 1.402      | 0,2        | –          | –              |
|                          | Lista del Popolo per la Costituzione        | 1.023       | 0,2         | –           | 1.023      | 0,2        | –          | –              |
|                          | Rinascimento MIR                            | 552         | 0,1         | –           | 552        | 0,1        | –          | –              |
| Gesamt                   | Gesamt                                      | 643.877     | 100         | 5           | 643.877    | 100        | 2          | 7              |
|                          |                                             |             |             |             |            |            |            |                |
| Ungültige Stimmen        | Ungültige Stimmen                           | 21.734      | 3,3         |             |            |            |            |                |
| Wähler                   | Wähler                                      | 665.611     | 75,1        |             |            |            |            |                |
| Wahlberechtigte          | Wahlberechtigte                             | 886.339     |             |             |            |            |            |                |
|                          |                                             |             |             |             |            |            |            |                |
| Quelle: Innenministerium |                                             |             |             |             |            |            |            |                |

## Seit 2020

### Wahlkreise
- Wahlkreis Triest (Friuli-Venezia Giulia – 03)

### Wahl 2022
| Listen                              | Listen                                                  | Proporzwahl | Proporzwahl | Proporzwahl | Majorzwahl | Majorzwahl | Majorzwahl | Mandate Gesamt |
| Listen                              | Listen                                                  | Stimmen     | %           | Mandate     | Stimmen    | %          | Mandate    | Mandate Gesamt |
| ----------------------------------- | ------------------------------------------------------- | ----------- | ----------- | ----------- | ---------- | ---------- | ---------- | -------------- |
|                                     | Fratelli d’Italia                                       | 191.341     | 32,3        | 1           | 298.277    | 50,3       | 1          | 3              |
| Lega per Salvini Premier            | 64.534                                                  | 10,9        | 1           |             | 298.277    | 50,3       | 1          | 3              |
| Forza Italia                        | 37.746                                                  | 6,4         | –           |             | 298.277    | 50,3       | 1          | 3              |
| Noi Moderati                        | 4.656                                                   | 0,8         | –           |             | 298.277    | 50,3       | 1          | 3              |
|                                     | Partito Democratico – Italia Democratica e Progressista | 109.393     | 18,5        | 1           | 153.946    | 26,0       | –          | 1              |
| Alleanza Verdi e Sinistra           | 22.257                                                  | 3,8         | –           |             | 153.946    | 26,0       | –          | 1              |
| +Europa                             | 20.063                                                  | 3,4         | –           |             | 153.946    | 26,0       | –          | 1              |
| Impegno Civico – Centro Democratico | 2.233                                                   | 0,4         | –           |             | 153.946    | 26,0       | –          | 1              |
|                                     | Movimento 5 Stelle                                      | 43.777      | 7,4         | –           | 43.777     | 7,4        | –          | –              |
|                                     | Azione – Italia Viva                                    | 48.703      | 8,2         | –           | 48.703     | 8,2        | –          | –              |
|                                     | Italexit per l’Italia                                   | 17.929      | 3,0         | –           | 17.929     | 3,0        | –          | –              |
|                                     | Italia Sovrana e Popolare                               | 10.881      | 1,8         | –           | 10.881     | 1,8        | –          | –              |
|                                     | Vita                                                    | 8.912       | 1,5         | –           | 8.912      | 1,5        | –          | –              |
|                                     | Unione Popolare                                         | 6.891       | 1,2         | –           | 6.891      | 1,2        | –          | –              |
|                                     | Alternativa per l’Italia (PdF – Exit)                   | 2.387       | 0,4         | –           | 2.387      | 0,4        | –          | –              |
|                                     | Noi di Centro – Europeisti                              | 803         | 0,1         | –           | 803        | 0,1        | –          | –              |
| Gesamt                              | Gesamt                                                  | 592.506     | 100         | 3           | 592.506    | 100        | 1          | 4              |
|                                     |                                                         |             |             |             |            |            |            |                |
| Ungültige Stimmen                   | Ungültige Stimmen                                       | 27.429      | 4,4         |             |            |            |            |                |
| Wähler                              | Wähler                                                  | 619.935     | 66,2        |             |            |            |            |                |
| Wahlberechtigte                     | Wahlberechtigte                                         | 936.273     |             |             |            |            |            |                |
|                                     |                                                         |             |             |             |            |            |            |                |
| Quelle: Innenministerium            |                                                         |             |             |             |            |            |            |                |